# Tartu
Tartu (Dorpat in tedesco; Юрьев, Jur'ev in russo) è una città dell'Estonia, seconda città del Paese in termini di popolazione con 95 074 abitanti. Sorge sulle sponde del fiume Emajõgi ed è sede di un'antica e prestigiosa università; è il capoluogo della contea di Tartumaa.
È stata scelta per essere capitale europea della cultura nel 2024 insieme a Bodø e Bad Ischl.

## Clima
Il clima di Tartu è sub-continentale, con inverni molto freddi, in cui la temperatura è spesso sotto lo zero anche di giorno, ed estati miti e moderatamente calde. La città si trova nella parte sud-orientale del paese non molto distante dal Lago dei Ciudi, oltre il quale si trova il confine con la Russia. La temperatura media del mese più freddo (febbraio) è di -4,5 °C, quella del mese più caldo (luglio) è di 18,0 °C. 

## Storia

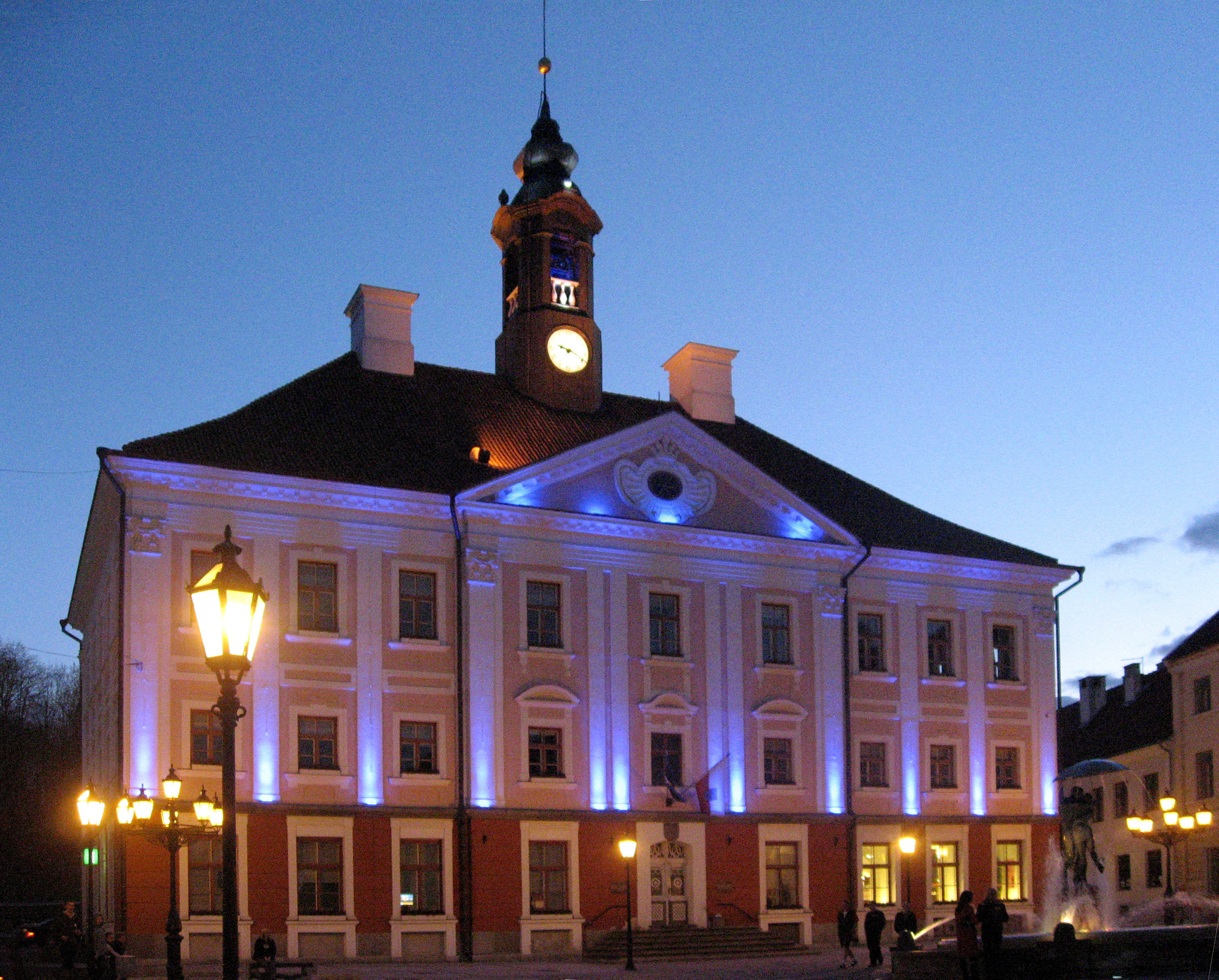
Municipio di Tartu.

Nel territorio della città sono state trovate tracce di insediamenti fin dal V secolo, e nel VII secolo fu eretta la prima fortezza in legno. La prima citazione della città risale al 1030 quando fu conquistata dal granduca Jaroslav il saggio e ne fece un punto di appoggio a nord-ovest della Rus' di Kiev. In seguito fu conquistata dai Cavalieri dell'Ordine teutonico, nel Medioevo era un importante nodo di collegamento tra le città anseatiche, delle quali entrò a far parte con il nome tedesco di Dorpat, e le città russe di Pskov e Novgorod.
Dorpat è stata sede del governo del Voivodato di Dorpat dal 1598 fino al 1625, anno a cui risale la conquista parte dell'Impero svedese, che istituì la provincia dell'Estonia svedese. Alla città venne dato il nome di Tartu e nel 1632 venne fondata l'università sul modello di quella di Uppsala. Nel 1704 durante la Grande guerra del Nord, la città passò all'Impero russo e l'università venne trasferita a Pärnu.
Nel 1775 un incendio ne distrusse quasi completamente il centro storico. Per questo motivo, la maggior parte degli edifici storici risalgono infatti al XVIII e XIX secolo e furono ricostruiti in stile neoclassico tipico della Russia imperiale. Nel 1802 fu riaperta l'università. Nel 1869, sull'onda della rinascita del sentimento di indipendenza nazionale, ebbe luogo il primo festival della canzone estone.
Durante la Guerra di indipendenza estone la città fu occupata dalle truppe dell'Armata Rossa il 24 dicembre 1918 ma per poco; infatti, grazie anche all'aiuto esterno, gli indipendentisti la rioccuparono già il 14 gennaio. Il 2 febbraio 1920 poi proprio qui a Tartu fu firmato l'omonimo trattato con cui la nascente Unione Sovietica riconosceva l'indipendenza all'Estonia. A guerra finita quindi il nome "Tartu" divenne ufficialmente quello della città andando a sostituire il vecchio nome russo.

## Monumenti e luoghi di interesse
- La caratteristica Piazza del Municipio (Raekoja Plats), con il vistoso municipio, progettato nel 1780
- La casa di Michael Andreas Barclay de Tolly, generale russo di origine tedesco baltica, dell'esercito imperiale zarista durante le Guerre napoleoniche sempre in Raekoja Plats, riconoscibile per l'innaturale pendenza della facciata dovuta al cedimento della falda freatica
- Il Palazzo neoclassico sede dell'Università di Tartu, edificato fra il XVII e il XVIII secolo
- Le rovine della Cattedrale (Toomkirik) luterana duecentesca
- La Cattedrale ortodossa della Dormizione, del 1783
- Museo nazionale estone[1], inaugurato nel 2016.[2][3][4]
- Il Kaarsild, ponte pedonale sul fiume Emajõgi, costruito sul sito del vecchio ponte in pietra Kivisild distrutto durante la seconda guerra mondiale

## Amministrazione
Il comune cittadino (in estone linn) amministra il centro urbano di Tartu; il contado dipende dal rispettivo comune rurale (in estone vald).

### Patti d'amicizia
- Ferrara, dal 1998

## Sport
La città vanta un club che milita in Meistriliiga, il massimo campionato calcistico estone, il Tammeka Tartu.
È presente una squadra di football americano, i Tartu Titans, che può vantare la vittoria di un Baltic Bowl.

## Galleria d'immagini

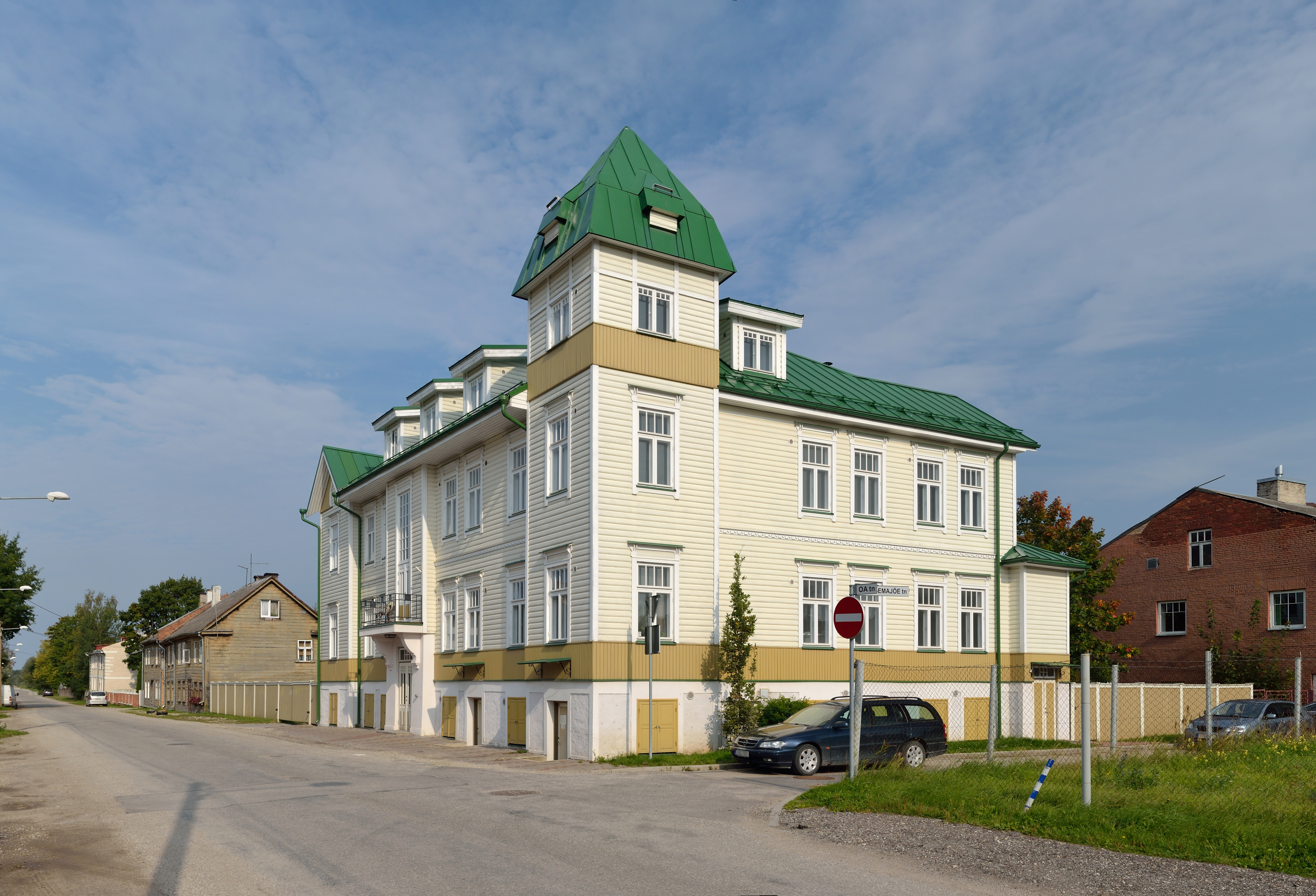
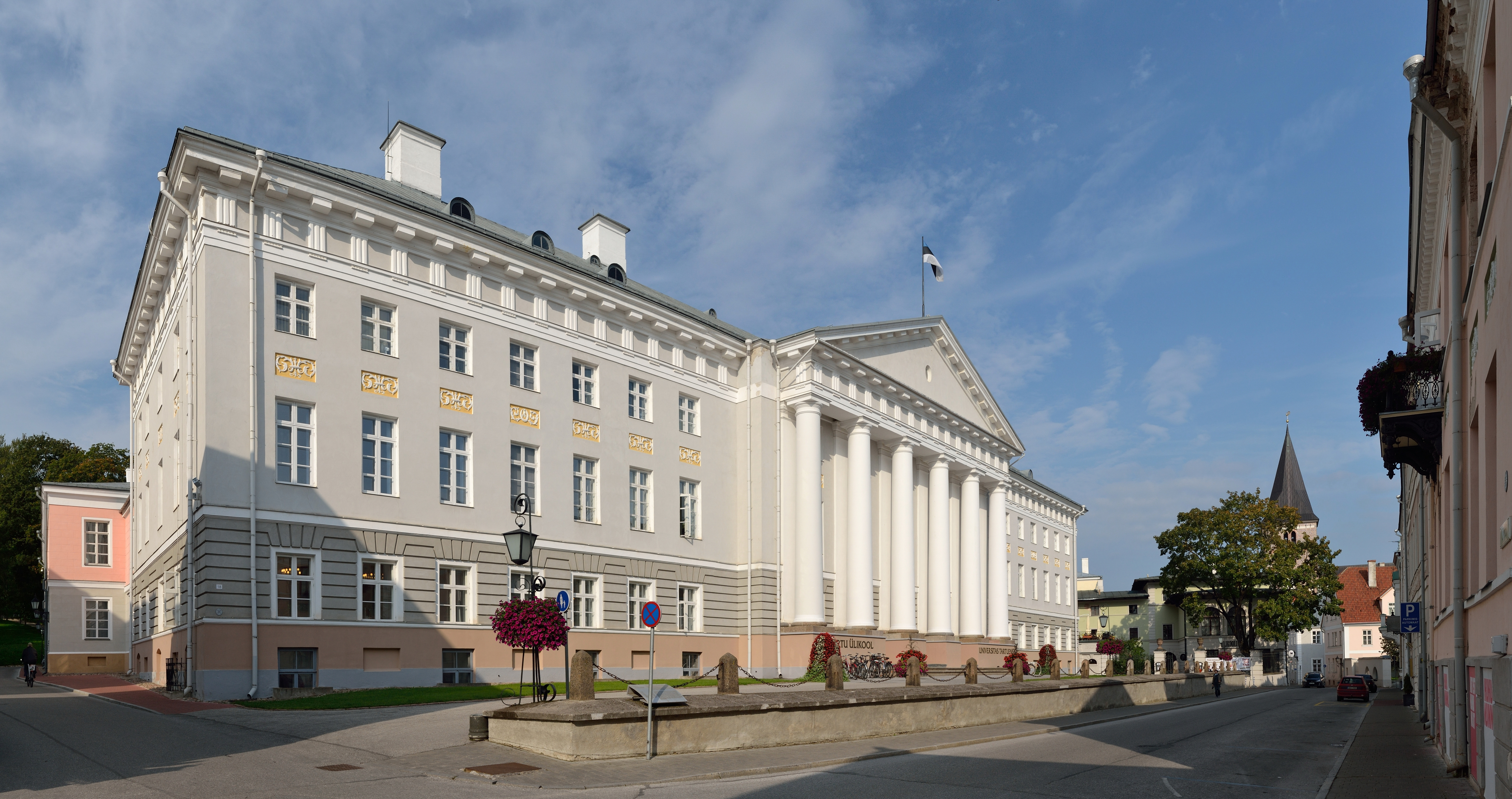
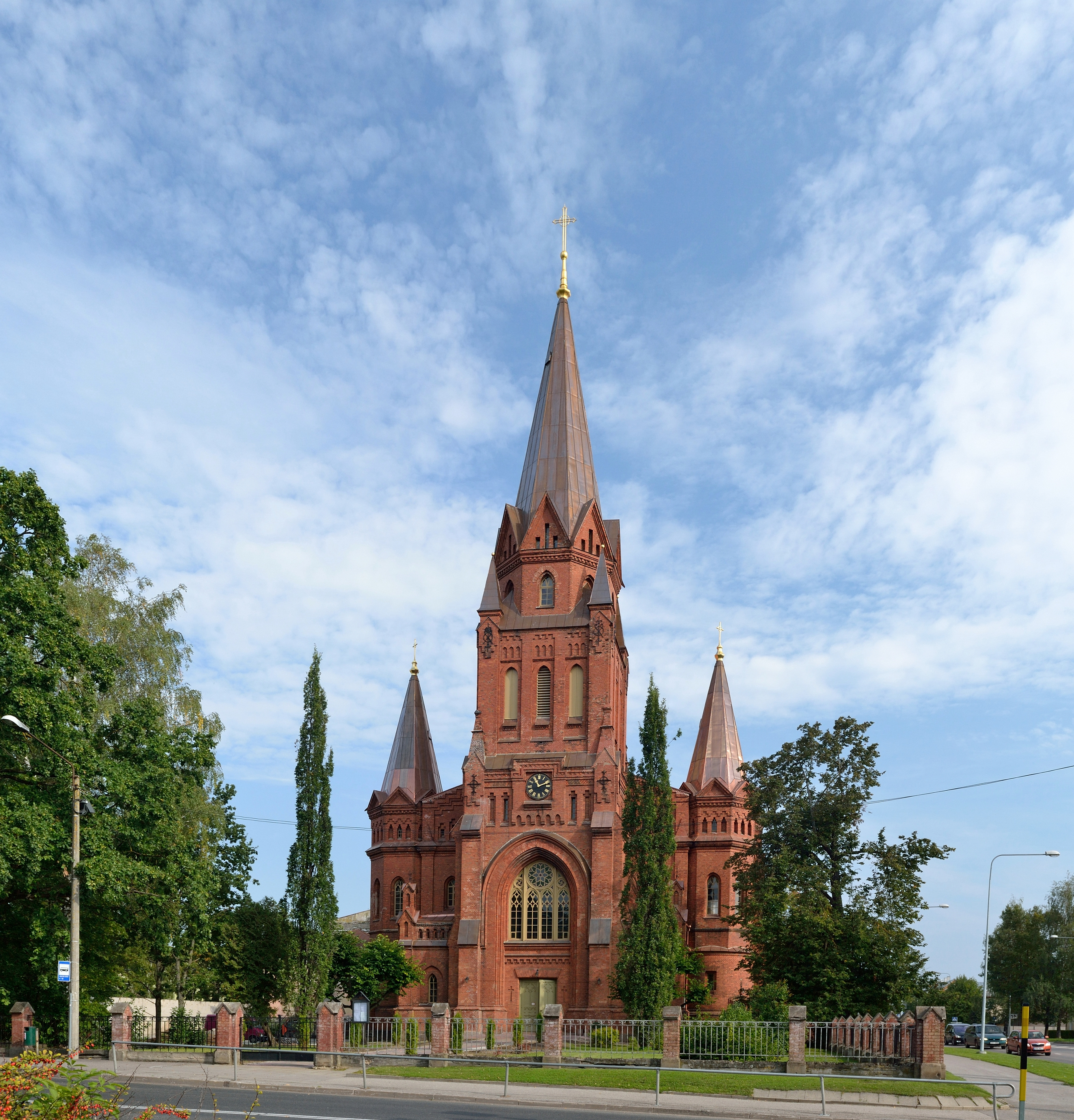
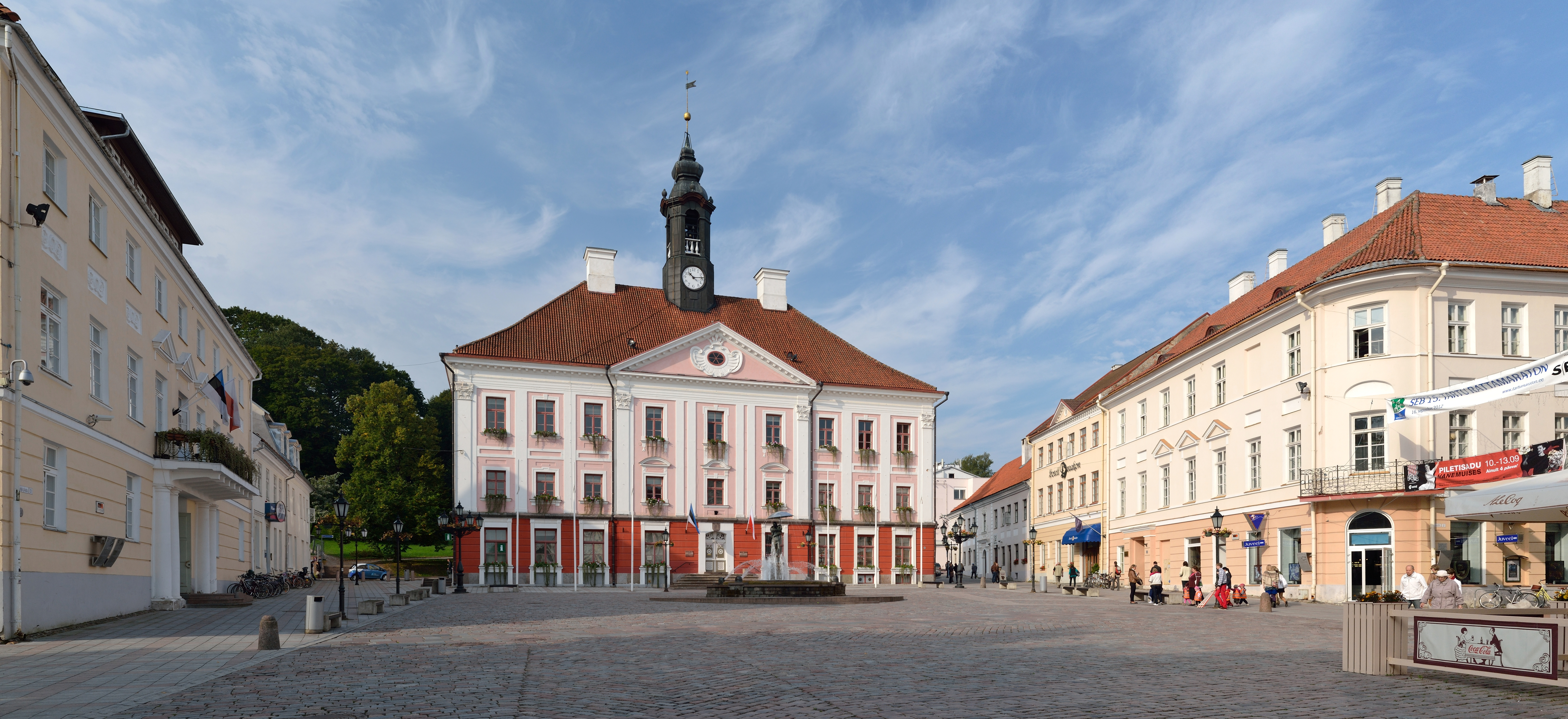
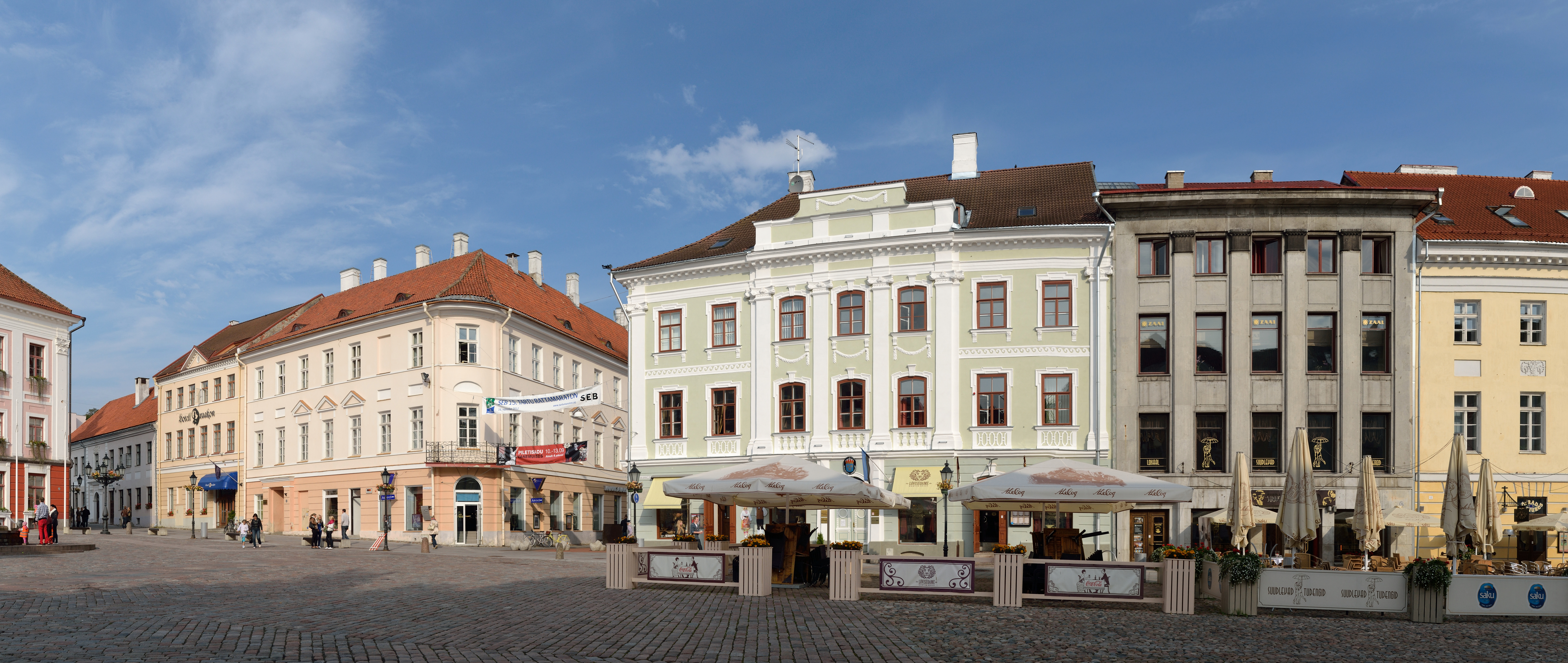
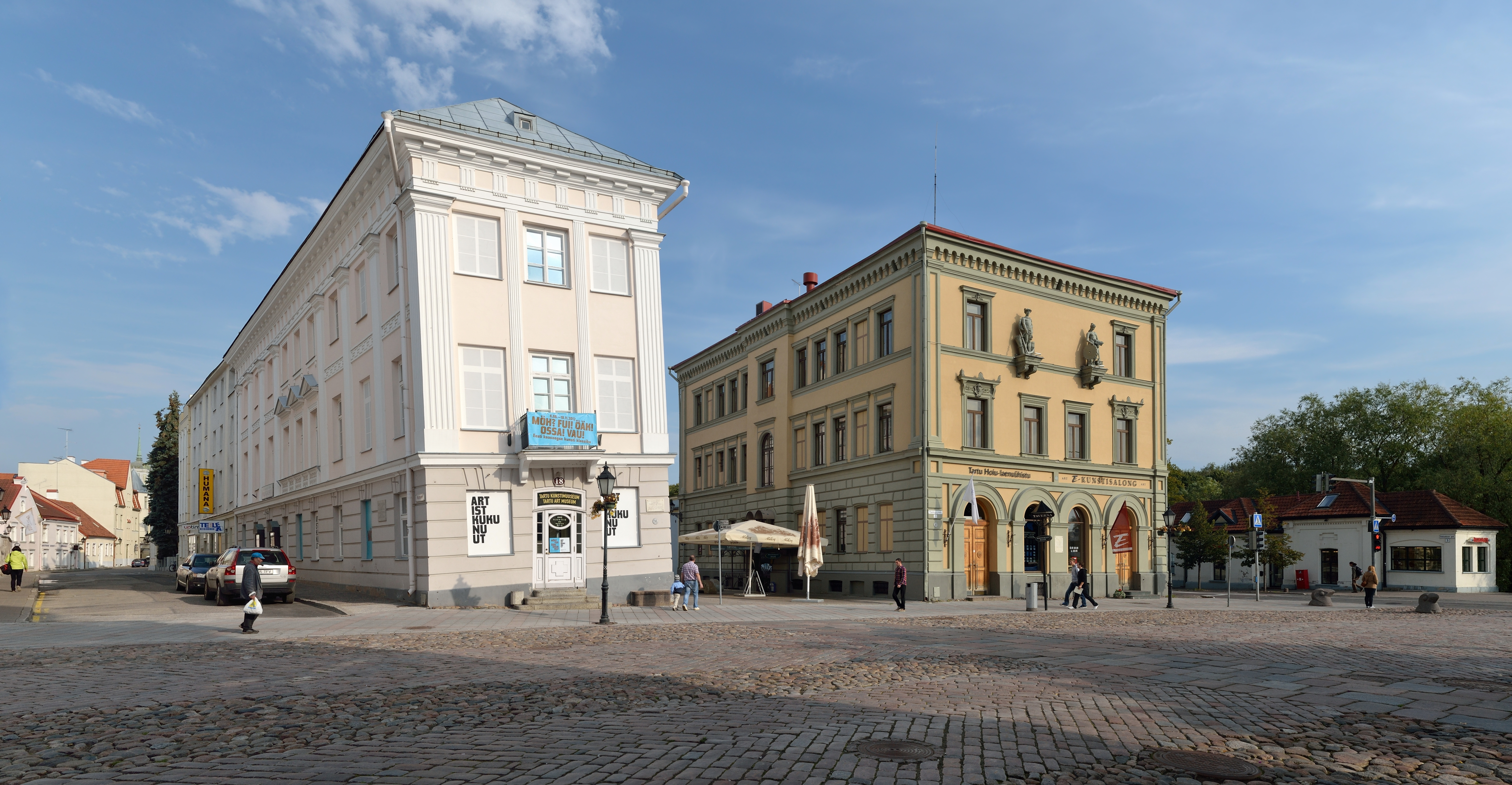
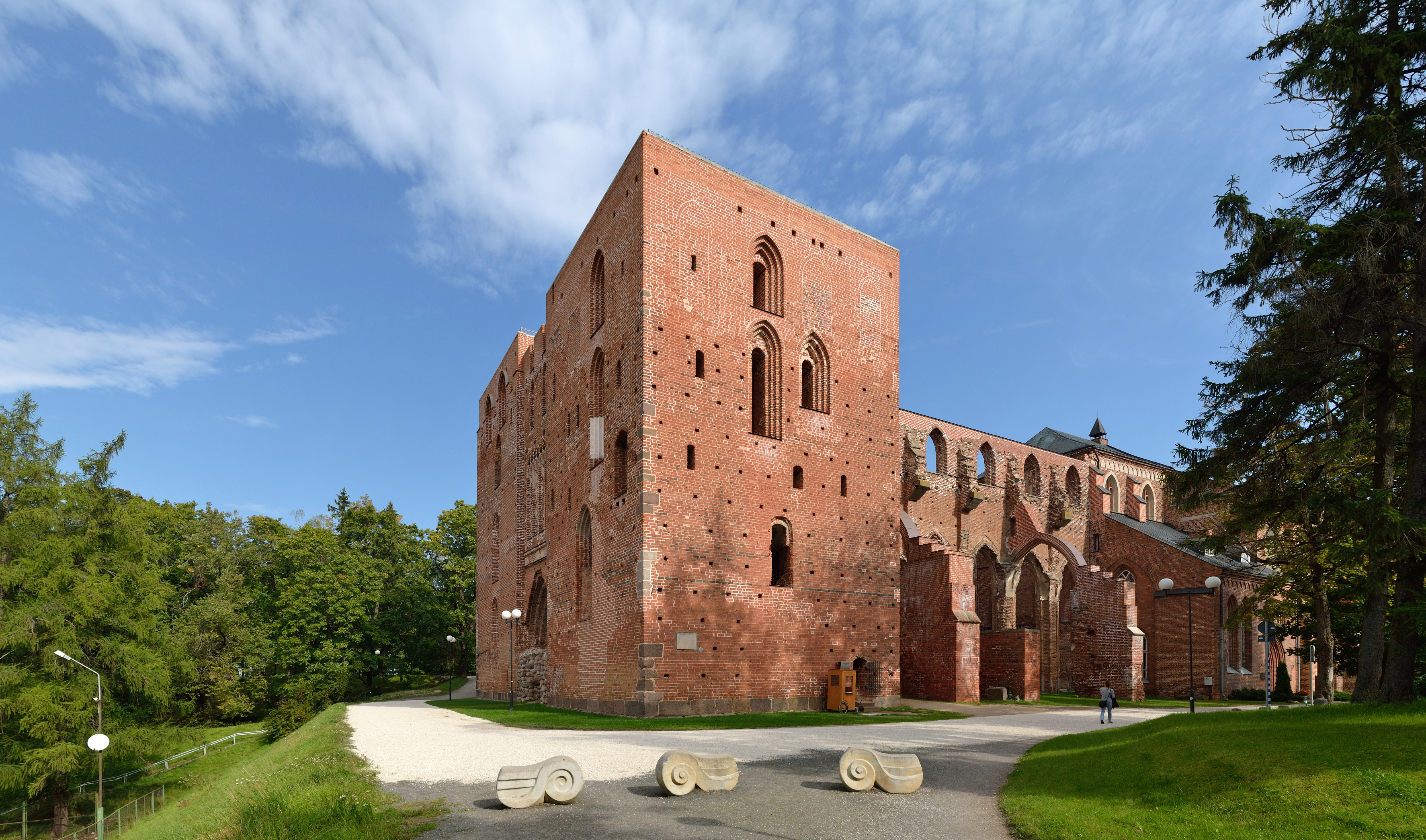
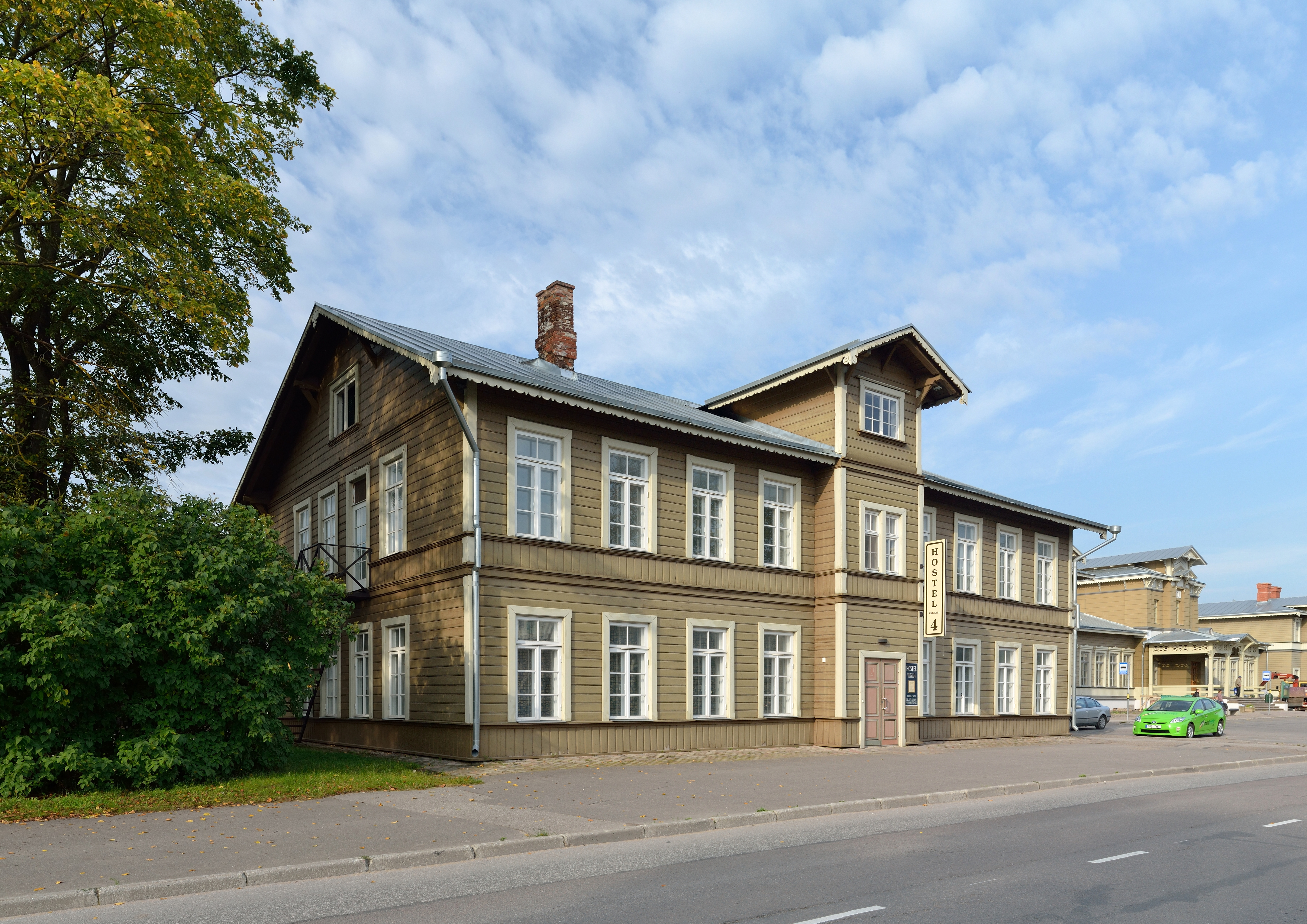
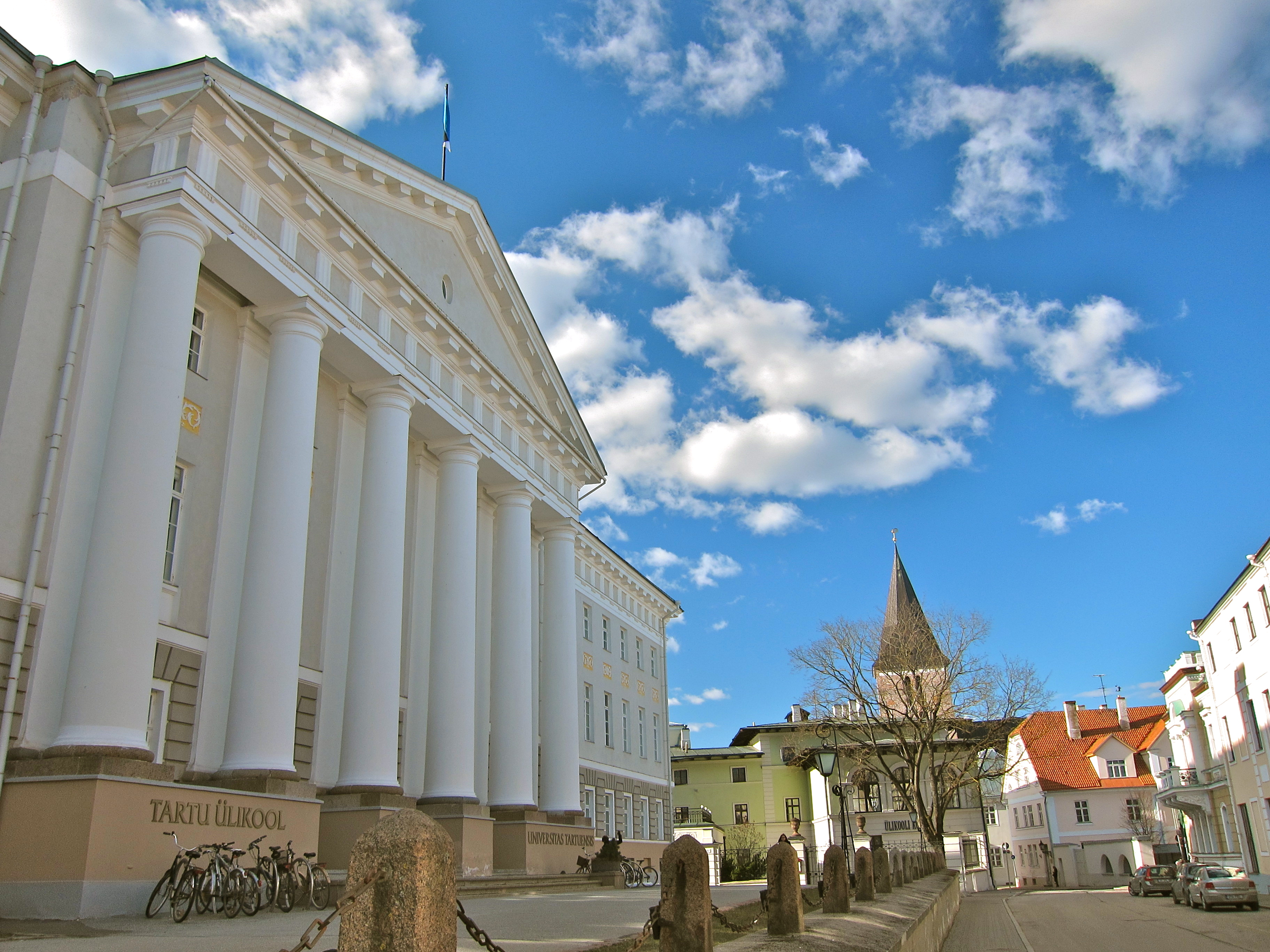
Edificio principale dell'Università di Tartu.
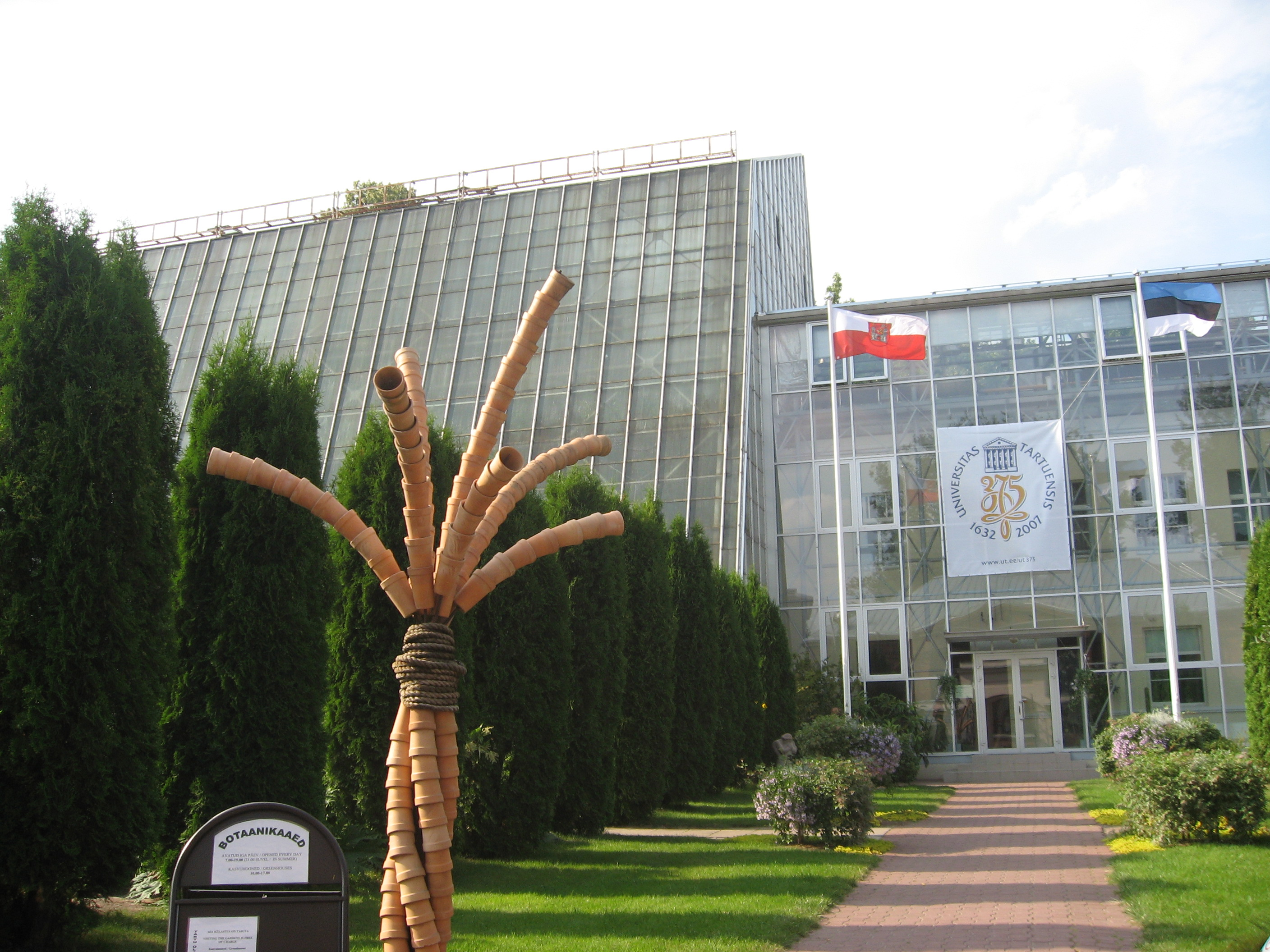
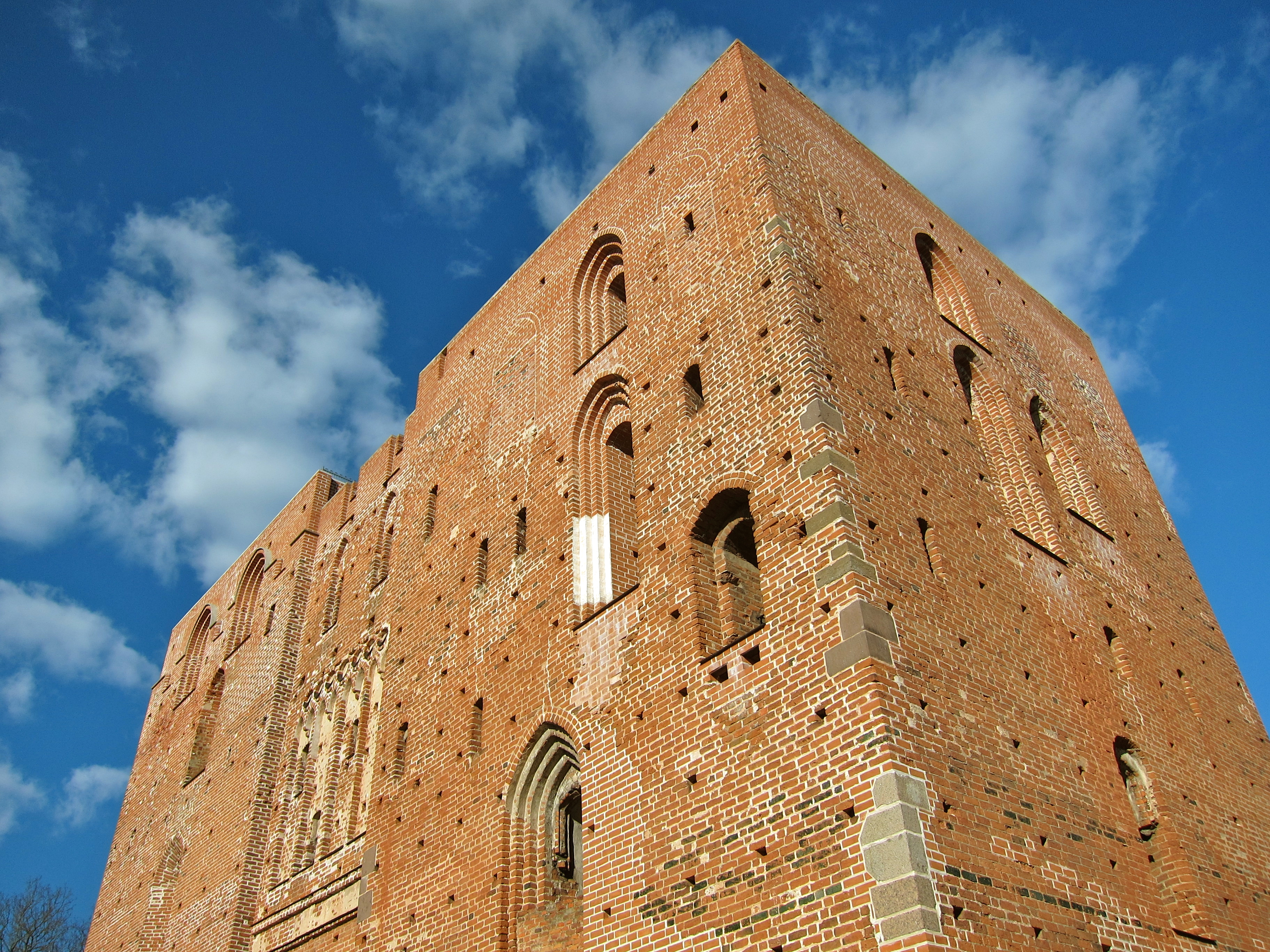
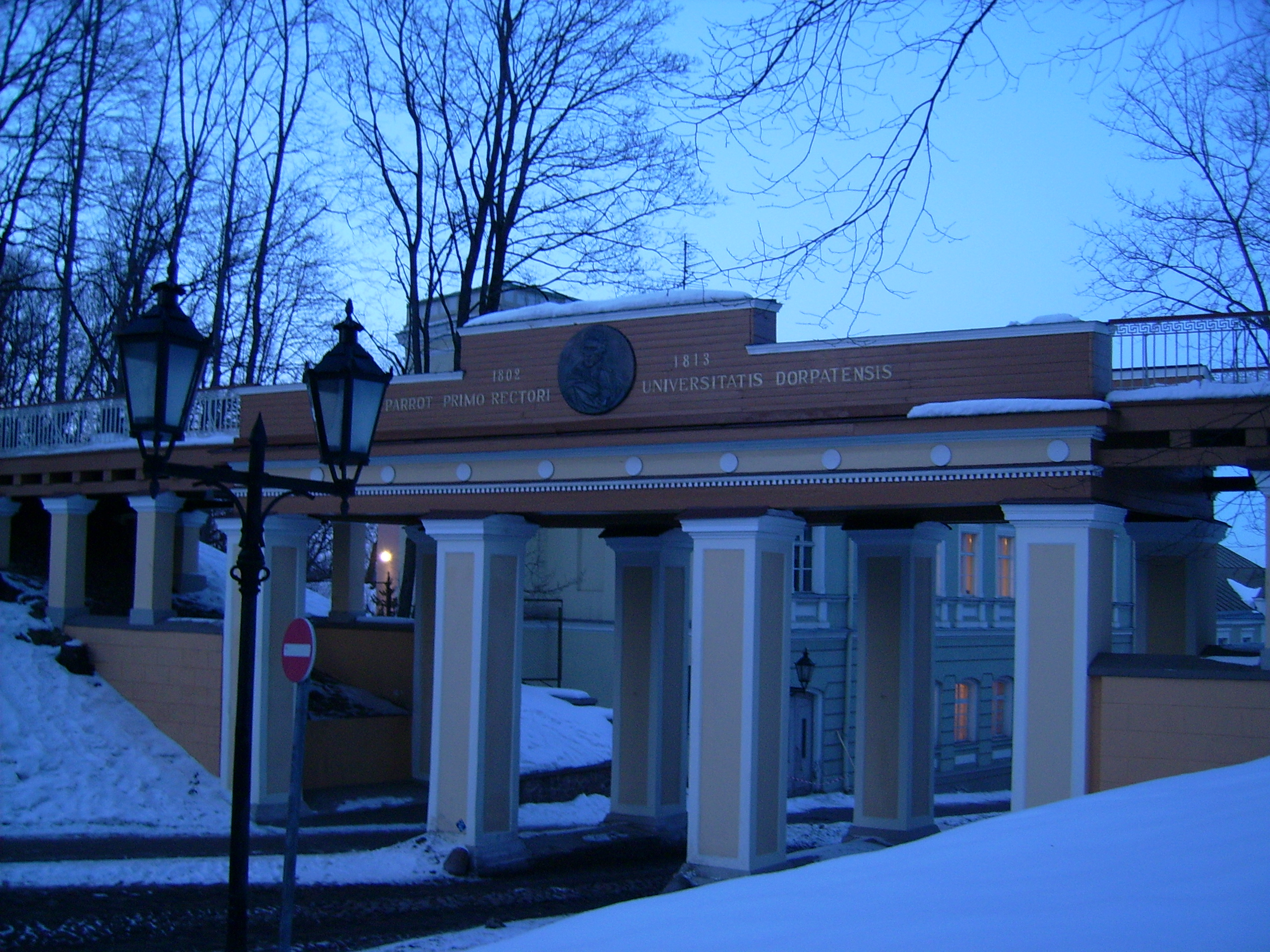
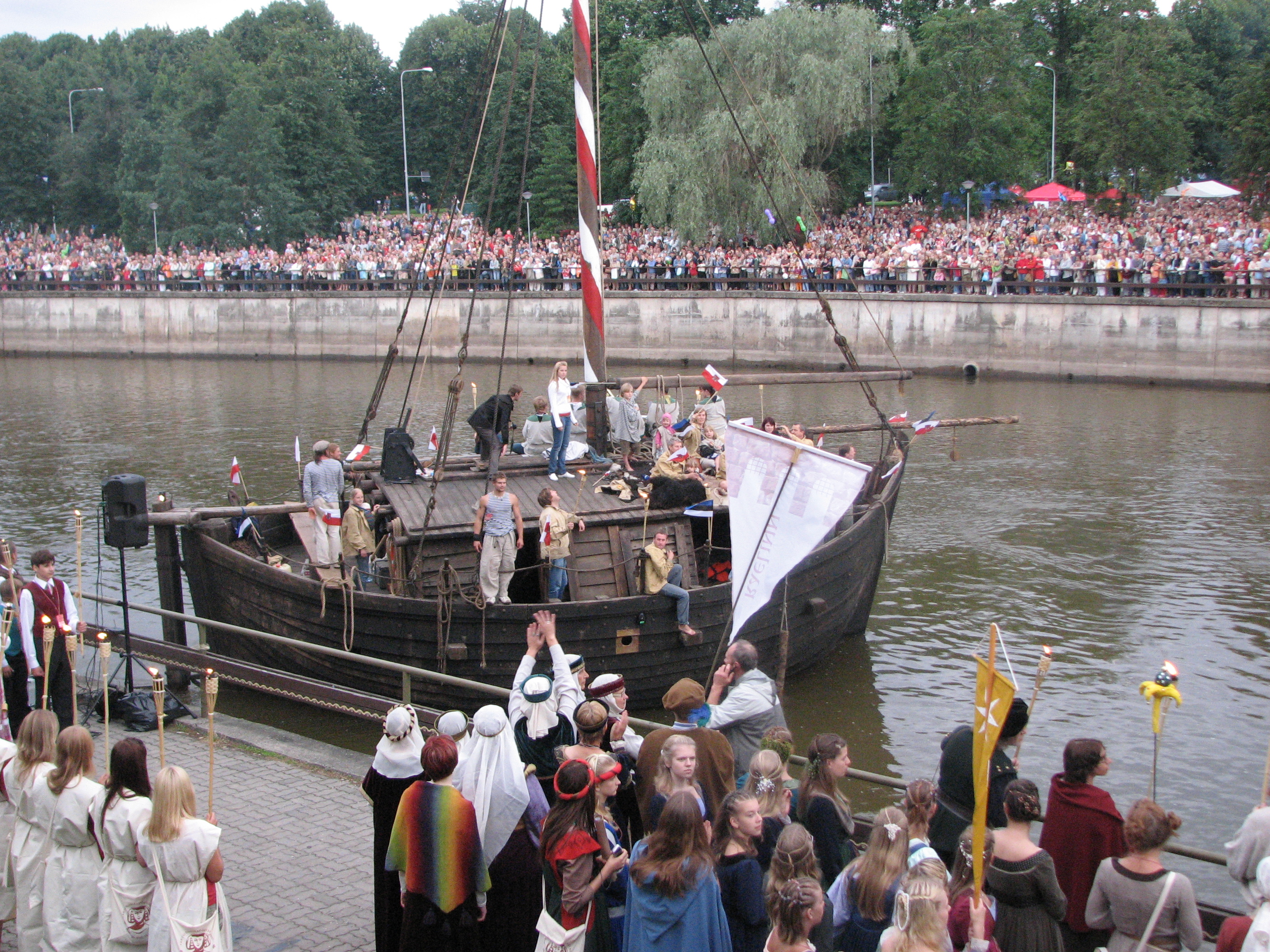